# 日下淳一

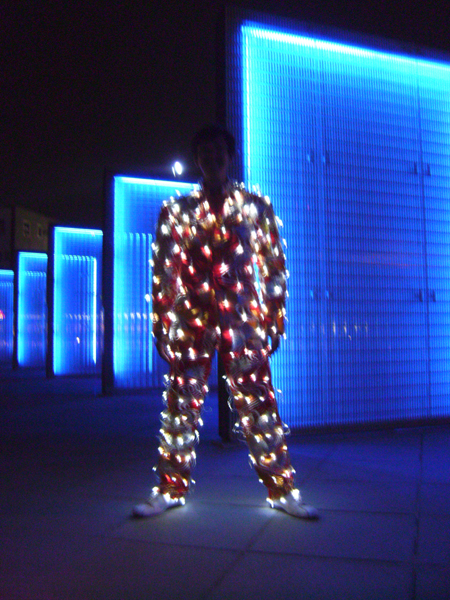
日下淳一

日下 淳一（くさか じゅんいち、1962年 ‐ ）は日本の現代美術家。神奈川県横浜市出身。電飾スーツなど奇抜な衣装を着て、美術展のオープニングパーティーや街頭へ出没するパフォーマンスで知られる。
「服装は外観だけでなく、精神的にも影響を及ぼす」「着替えることにより、人は変わっていくことができる」と唱え、囚人服のイメージが強い白黒縞模様で仕立てたビジネススーツや花柄の建築土木作業服、赤い白衣など社会通念を覆すような「衣」を発表したり、「制服は没個性を誘引する」とし、アロハシャツの生地やフェイクファーで仕立てた学生服などを発表。

## 略歴
1986年 東京芸術大学美術学部絵画科油画専攻卒業。
1988年 同大学院美術研究科修士課程（榎倉康二研究室）修了。
在学中、ピエロ・マンゾーニの影響を受け、箱作品の制作に没頭する。
1988年 株式会社乃村工藝社入社
1994年 同社退社
1994年開催の「人間の条件」展（スパイラル/ワコールアートセンター、キュレーター：南條史生）で、日下は衣食住をテーマとする3部作を発表。以降「衣」作品を中心に制作発表する。
1995年、日下の「衣」作品に関心をもったアパレルデザイナーたちと「アイディーブティック」と称するユニットを結成。2004年までアイディーブティックを名乗った。

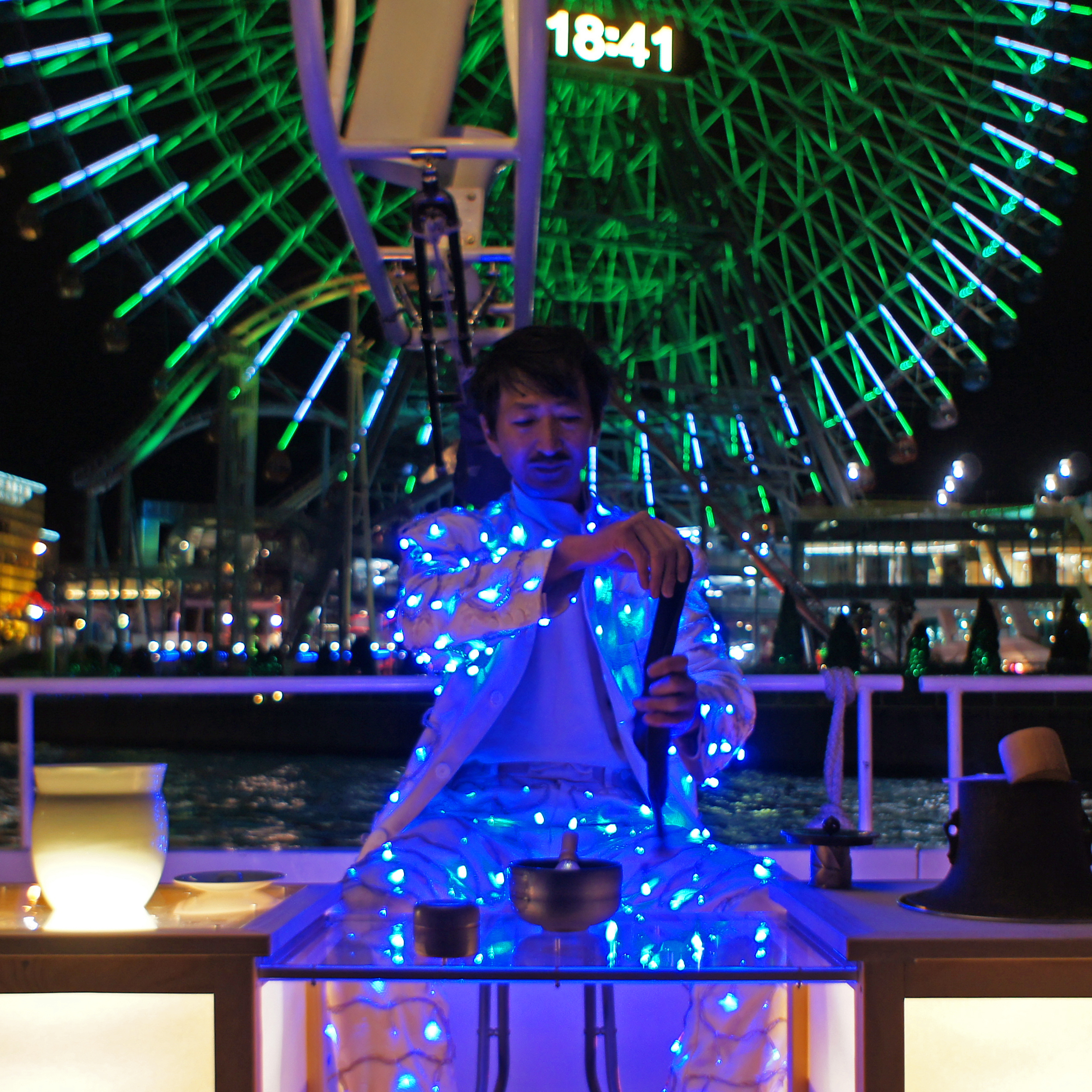

2011年～、東日本大震災からの復興を目的として開催された「スマートイルミネーション横浜」に、全身が光るスーツを着用して参加。以降、毎年秋に開催される同イベントで参加アーティストとして光る作品を発表している。
2014年～、茶道具の制作を始める。茶杓、薄器、香合、花入、茶箱、銘々皿、仕覆、数寄屋袋など種類は多岐に及ぶ。また、スマートイルミネーション横浜では2015年以降、毎年茶会を開いている。クルーザーのキャビンやデッキで横浜港の夜景を見ながら行う船上茶会や電気自動車の荷室に茶席をしつらえ「ゼロエミッション」をテーマにした茶会が知られる。

## 主な作品
フィードバックシリーズ（2007年‐）縫製の技法・材料を応用したタブロー。実際に物が仕舞えるポケットが付いた実用性のある作品や、キャンバスを木枠ごと真二つに切り、切断した画布にファスナーを縫い付けV字型に設置した作品などがある。
電飾打掛スーツ（2008年‐）
日本の伝統的な花嫁衣裳打掛を西洋の紳士スーツ（詰襟タイプ＝軍服）に仕立て直し、全身に400～500灯の発光ダイオードを取り付けたシリーズ作品。コンセプトは、性、生と死、時空（伝統・先端技術と洋の東西）の交差。バッテリーを内蔵したモバイル電飾衣装。